# Acanalonia
Genre
Acanalonia est un genre d'insectes hémiptères de la famille des Acanaloniidae.

## Description
Les espèces du genre Acanalonia mesurent en général autour de 1 cm de long et sont de couleur dominante verte, bien que certaines soient de formes roses ou sombres.

## Espèces introduites en Europe
- Acanalonia bivittata (Say, 1825), en Italie.
- Acanalonia conica (Say, 1830)

## Liste des espèces
Selon GBIF (22 août 2024) :
- Acanalonia affinis Fowler, 1900
- Acanalonia albacosta Caldwell, 1947
- Acanalonia bivittata (Say, 1825)
- Acanalonia bonducellae Fennah, 1955
- Acanalonia caelata Fowler, 1900
- Acanalonia calida (Fowler, 1904)
- Acanalonia carinata Metcalf & Bruner, 1930
- Acanalonia caymanensis Fennah, 1971
- Acanalonia chloris (Berg, 1879)
- Acanalonia clarionensis Van Duzee, 1933
- Acanalonia clypeata Van Duzee, 1908
- Acanalonia coacta Schmidt, 1908
- Acanalonia concinnula Fowler, 1900
- Acanalonia conica (Say, 1830)
- Acanalonia consors Fennah, 1971
- Acanalonia decens (Stål, 1864)
- Acanalonia delicatula Fowler, 1900
- Acanalonia dubia Fowler, 1900
- Acanalonia ecuadoriensis Schmidt, 1908
- Acanalonia excavata Van Duzee, 1933
- Acanalonia fasciata Metcalf, 1923
- Acanalonia gaumeri Fowler, 1900
- Acanalonia grandicella Doering, 1932
- Acanalonia gundlachi Metcalf & Bruner, 1930
- Acanalonia hadesensis Caldwell, 1938
- Acanalonia hewanorrae Fennah, 1955
- Acanalonia humeralis Caldwell, 1947
- Acanalonia immaculata (Kirkaldy, 1907)
- Acanalonia inclinata Melichar, 1901
- Acanalonia ingens Fennah, 1971
- Acanalonia insularis Metcalf & Bruner, 1930
- Acanalonia invenusta Doering, 1932
- Acanalonia laticosta Doering, 1932
- Acanalonia laurifolia (Walker, 1858)
- Acanalonia lineata Metcalf & Bruner, 1930
- Acanalonia mintho Fennah, 1965
- Acanalonia mollicula Van Duzee, 1914
- Acanalonia ohausi Schmidt, 1908
- Acanalonia parva Doering, 1932
- Acanalonia phorcys Fennah, 1971
- Acanalonia plana (Van Duzee, 1907)
- Acanalonia planata Ball, 1933
- Acanalonia puella Van Duzee, 1923
- Acanalonia pumila (Van Duzee, 1908)
- Acanalonia robusta (Walker, 1851)
- Acanalonia saltonia Ball, 1933
- Acanalonia servillei Spinola, 1839
- Acanalonia similis Doering, 1932
- Acanalonia sublinea (Walker, 1858)
- Acanalonia subpellucida (Fowler, 1904)
- Acanalonia tehuacana Caldwell, 1947
- Acanalonia theobromae Fennah, 1945
- Acanalonia tripartita Caldwell, 1947
- Acanalonia umbellicauda Fennah, 1945
- Acanalonia umbraculata (Fabricius, 1803)
- Acanalonia varipennis (Walker, 1858)
- Acanalonia viequensis Caldwell & Martorell, 1951
- Acanalonia virescens (Stål, 1864)
- Acanalonia viridica Schmidt, 1932
- Acanalonia viridis Melichar, 1901
- Acanalonia viriditerminata (Lethierry, 1881)
- Acanalonia viridula Metcalf & Bruner, 1930

## Classification
Le nom valide complet (avec auteur) de ce taxon est Acanalonia Spinola, 1839,. Son espèce type est Acanalonia servillei Spinola, 1839.

### Publication originale
- Maximilien Spinola, « Essai sur les Fulgorelles, sous-tribu de la tribu des Cicadaires, ordre des Rhyngotes », Annales de la Société entomologique de France, Paris, SEF et Taylor & Francis, vol. 8,‎ 1839, p. 339-454 (ISSN 0037-9271 et 2168-6351, OCLC 1765810, lire en ligne).